# Vidéki ballada az amerikai álomról (emlékirat)
A Vidéki ballada az amerikai álomról (angolul: Hillbilly Elegy: A Memoir of a Family and Culture in Crisis) 2016-ban kiadott emlékirat, amelyet JD Vance, az Egyesült Államok későbbi szenátora és alelnöke írt. A könyvben Vance Kentuckyból származó családja appalachia-i értékeiről és kultúrájáról beszél, illetve szülővárosa, Middletown (Ohio), társadalmi-gazdasági helyzetéről. 2020-ban készült belőle egy film azonos címmel, Glenn Close és Amy Adams főszereplésével.
Magyarul Varró Attila fordításában jelent meg 2020-ban.

## Összefoglalás
Vance gyerekkoráról és neveltetéséről ír Middletownban, ahova anyja családja a második világháború után költözött Kentucky Breathitt megyéjéből.
A könyvben leírja, hogy appalachia-i értékei fontossá tették számára a hűséget és a hazája szeretetét, családon belüli erőszak és az őt érte verbális bántalmazás ellenére. Vance megemlíti nagyszülei alkoholizmusát, illetve anyja drogfüggőségét és sikertelen kapcsolatait. Vance nagyszülei lettek gyámjai. Szigorú, de szerető nagyanyjának köszönhetően végezte el egyetemi tanulmányait az Ohiói Állami Egyetemen, illetve a Yale Egyetem jogi karán.
Vance több kérdést is feltesz arról, hogy családjának és a helyi lakosságnak mekkora szerepe volt szerencsétlenségeikben. Kijelenti, hogy a „hillbilly” kultúra társadalmi bomláshoz és gazdasági bizonytalansághoz vezet a régióban. Egy emléke, amit kiemelt az volt, mikor pénztárosként olyan embereknél látott mobiltelefonokat, akik állami támogatásokból éltek, és ő, mint dolgozó ember nem engedhetett meg magának egyet.
Vance ellenszenve azok felé, akik szerinte profitáltak rossz életmódjukból, azt mutatja be a könyvben, hogy a régió miért kezdett el biztosan republikánus politikai jelöltekre szavazni demokraták helyett. Vance sok történetet ír le arról, hogy milyen rossz a helyi lakosság munkamorálja, amelyre két fő példát hoz: egy férfi, aki otthagyta munkahelyét, mert nem tetszett beosztása, illetve egy munkatársa, akinek barátnője terhes volt, és indok nélkül nem jelent meg munkahelyén.

## Kapcsolata Donald Trumppal
A könyv népszerűségének egyik fő indoka az volt, hogy elmagyarázta, Donald Trump hogyan lett a Republikánus Párt vezető személyisége. Kiemeli, hogy fehér, munkásosztályú emberek miért vonzódnak a politikai jelölt felé, mint vezérük. Vance önmaga is később magyarázatot adott arra, hogy a „hillbilly” demográfia miért választaná Trumpot.
Ugyan név szerint nem említi Trumpot a Vidéki ballada az amerikai álomról, Vance sokat kritizálta az elnökjelöltet, mikor 2016-ban a könyvről beszélt. Vance ezeket a kritikáit később visszavonta, mikor elindult az ohiói szenátori posztért, majd később nyíltan támogatta Trumpot. 2024 júliusában Trump Vance-t választotta alelnökjelöltjének a 2024-es elnökválasztásra.